# Rechlin
Rechlin est une commune allemande située dans le sud de l'arrondissement du Plateau des lacs mecklembourgeois, dans le Land de Mecklembourg-Poméranie-Occidentale. Une station intégrée reconnue par l'État, elle appartient à l'Amt Röbel-Müritz.

## Géographie
Rechlin est située au bord de la « Petite Müritz », un lac secondaire du lac Müritz lié au cours supérieur de la Havel. La rive sud du lac de Priesterbäk, dans la municipalité voisine de Kargow, jouxte la commune.

## Histoire
Le manoir de Boek sur la rive est de la Müritz appartenait à la famille noble de Havelberg depuis 1256. Le village de Rechlin il-même fut mentionnée pour la première fois dans un document officiel en 1374.
En 1916, le service aérien (Luftstreitkräfte) de l'Armée impériale allemande on y installa un centre d'essai et de formation aéronautique. Inauguré le 29 août 1918, il a donné lieu aux  vols d'essais effectués avec le Fokker D.VII. Après la Première Guerre mondiale, ces installations ont été démantelées  conformément aux dispositions du traité de Versailles et les forces armées de la Reichswehr déplacent leurs activités à l'École de pilotage de Lipetsk. Mais, à la suite de l'adhésion de l'Allemagne à la Société des Nations en 1925, on renonce à assouplir l'interdiction et l'aérodrome a été reconstruit par la société Junkers.

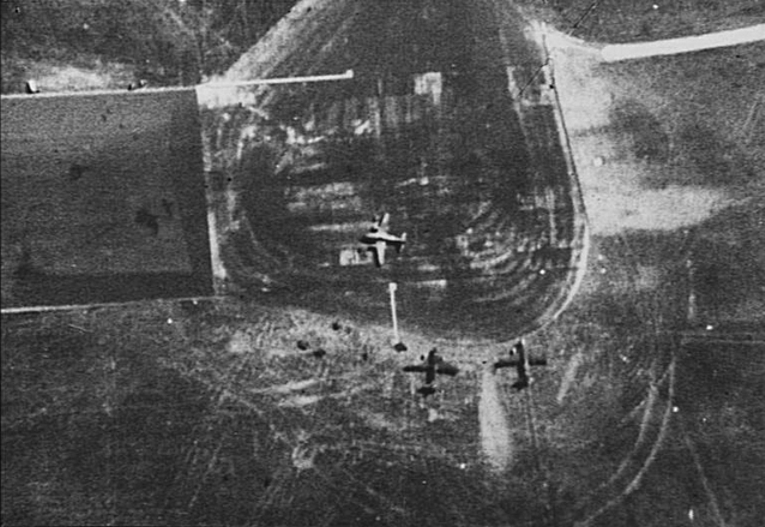
Photo aérienne terrain d'aviation, prise par la reconnaissance des forces alliées vers octobre 1944.

Au milieu des années 1930, dans le cadre du réarmement de l'Allemagne nazie, le Reichsarbeitsdienst sur l'ordre du ministre Werner von Blomberg érigea sur ce terrain à nouveau un centre d'essai de la Luftwaffe (Erprobungsstelle der Deutschen Luftwaffe). À partir de 1935, Rechlin était une annexe détachée de l'unité technique au sein du ministère de l'Aviation du Reich. En 1939, les premiers tests opérationnels avec le Heinkel He 178, le premier avion à turboréacteur, ont été effectués, suivi du Heinkel He 280 en vol plané (tracté par un Heinkel He 111) en 1940.
Entre 1943 et 1945, un camp de baraquements du service du travail obligatoire (Reichsarbeitsdienst) situé à Retzow fut transformé en camp de concentration qui servit à accueillir les détenus en surnombre du camp d'Oranienburg. Les 1 000 à 1 500 prisonniers furent employés à la construction de l'extension de l'aérodrome de Lärz. À partir de la mi-1943, ce camp devint aussi une annexe du camp de Ravensbrück et jusqu'à la fin de la guerre entre 2 000 à 3 000 femmes y séjournèrent. Le camp fut libéré le 1er mai 1945 par l'Armée rouge.
Après la guerre, des troupes du Groupement des forces armées soviétiques en Allemagne sont stationnées sur l'ancien terrain de la Luftwaffe qui fut entouré d'un mur et déclaré « zone interdite ». Les dernières troupes russes quittèrent Rechlin en mars 1993.

## À voir
- Musée de technologie aéronautique (Luftfahrttechnisches Museum Rechlin).

## Personnalités
Gertrud von Le Fort (1876–1971), femme de lettres, grandit au manoir de Boek, une possession de sa famille depuis 1841. En mars 1920, son frère, Stéphane von Le Fort, mène à Waren, de l'autre côté du lac Müritz, les opérations du putsch de Kapp, qui échoue à renverser la jeune République de Weimar. Fugitif, il est, au terme d'un procès, exproprié en 1922. 